# Heinrich Anz
Heinrich Anz (Naumburg, 1870. augusztus 11. – Gotha, 1944) német tanár

## Élete
Apja Hermann Anz magdeburgi prédikátor, anyja Anna Jahn volt. Tanulmányait szülővárosában kezdte, ezután a hallei, göttingeni és a berlini egyetemeken tanult tovább. 1894-ben doktorált Halléban doktorált, dolgozata címe: Subsidia ad cognoscendum Graecorum sermonem vulgarem e Pentateuchi versione Alexandrina repetita. Magdeburgban kezdett tanítani, 1896 és 1897 közt Quedlinburgba ment. 1897-től mint vezető tanár dolgozott Rudolstadtban. 1899-ben Barmenbe, 1902-ben Plönbe került. 1903-ban Magdeburgban kapott főtanári állást, 1906-ban a charlottenburgi (ma Berlin része) Königliche Kaiserin-Augusta-Gymnasium tanára lett. 1914-ban a gothai Ernestinum igazgatójává nevezték ki, ahol egészen nyugdíjazásáig dolgozott. Hivatalba lépésekor az első világháború hatásaival kellett megküzdenie. A háborút követő Weimari Köztársaság évei alatt Anznak köszönhető, hogy a gothai gimnázium fennmaradt, s 1924-ben ünnepelhette fennállása négyszázadik évfordulóját. 1933 után, a nemzetiszocializmus alatt a Hitlerjugend beavatkozása, a tanárok szabadsága és a náci állami ünnepségek negatív hatást gyakoroltak az iskola működésére.

## Munkái
- M. Tullii Ciceronis Cato Maior de senectute. Für den Schulgebrach erklärt, Zweite, verbesserte Auflage, Gotha, 1897.
- Literaturgeschichte des Alten Testaments im Abriß, Berlin, Pormetter, 1911.
- Gotha und sein Gymnasium. Bausteine zur Geistesgeschichte einer Deutschen Residenz. Zur 400-Jahrfeier des Gymnasiums Ernestinum (szerkesztőként), Gotha, 1924.

## Fordítás
- Ez a szócikk részben vagy egészben  a   Heinrich Anz (Lehrer) című német Wikipédia-szócikk ezen változatának fordításán alapul.  Az eredeti cikk szerkesztőit annak laptörténete sorolja fel. Ez a jelzés csupán a megfogalmazás eredetét és a szerzői jogokat jelzi, nem szolgál a cikkben szereplő információk forrásmegjelöléseként.